# Бней-Шимон
Бней-Шимон (ивр. בני שמעון‎) — региональный совет в Южном округе Израиля, на севере пустыни Негев, в основном к северу от Беэр-Шевы. Восточная граница регионального совета проходит по Зелёной линии. Население совета составляет 10 900 чел. (2006)
Совет включает 14 населённых пунктов: семь кибуцев, четыре мошава, и три посёлка прочих типов. Четыре из этих населённых пунктов (три кибуца и один мошав) были основаны в 1946 г. в ходе операции «11 точек», остальные — после провозглашения государства Израиль. Три мошава были основаны в 1953 г. в ходе операции «Вместе» и названы в честь трёх видов деревьев, упомянутых вместе в Ис. 41:19 «Насажу в степи кипарис, явор и бук вместе».

## Демографические данные
По статистическим данным Центрального статистического бюро Израиля население регионального совета на 2024 год составляет 11 710 человек.
Естественный прирост населения — 3,0%.
60,2% учеников получают аттестат зрелости.
Средняя зарплата на 2007 год — 6 419 шекелей.

## Населённые пункты

### Кибуцы
1. Бейт-Кама (1949, 258)
2. Двир (1951, 406)
3. Крамим (1980, 75)
4. Лахав (1952, ~350)
5. Мишмар-ха-Негев (1946, 547)
6. Хацерим (1946, 786)
7. Шоваль (1946, 575)
8. Шомрия (1985, был перестроен для приёма эвакуированного населения из Гуш-Катифа)

### Мошавы
1. Брош (1953, 221)
2. Неватим (1946, 629)
3. Таашур (1953, ~260)
4. Тидхар (1953, ~200)

### Коммунальные посёлки
1. Гивот-Бар (2004, 93)

### Учреждения вне населённых пунктов
1. Молодёжная деревня «Аданим» (2007, ~60)

Численность населения приведена по состоянию на 2006 г.
Кроме того, на территории регионального совета есть непризнанные государством поселения бедуинов.